# Шерегеське міське поселення
Шереге́ське міське поселення (рос. Шерегешское городское поселение) — сільське поселення у складі Таштагольського району Кемеровської області Росії.
Адміністративний центр — селище міського типу Шерегеш.

## Історія
Станом на 2002 рік існували Усть-Анзаська сільська рада (селища Ближній Кезек, Верхній Анзас, Дальній Кезек, За-Мрассу, Парушка, Середній Чилей, Суєта, Усть-Анзас, Чази-Бук) та Шерегеська селищна рада (смт Шерегеш, селища Віктор'євка, Таєнза).

## Населення
Населення — 10119 осіб (2019; 10384 в 2010, 10692 у 2002).

## Склад
До складу поселення входять:
| Населений пункт        | Населення, осіб (2002) | Населення, осіб (2010) |
| ---------------------- | ---------------------- | ---------------------- |
| Ближній Кезек, селище  | 14                     | 8                      |
| Верхній Анзас, селище  | 34                     | 19                     |
| Віктор'євка, селище    | 4                      | 0                      |
| Дальній Кезек, селище  | 26                     | 17                     |
| За-Мрассу, селище      | 3                      | 2                      |
| Парушка, селище        | 21                     | 0                      |
| Середній Чилей, селище | 20                     | 7                      |
| Суєта, селище          | 48                     | 44                     |
| Таєнза, селище         | 1                      | 0                      |
| Усть-Анзас, селище     | 118                    | 87                     |
| Чази-Бук, селище       | 32                     | 27                     |
| Шерегеш, смт           | 10371                  | 10173                  |